# Filip Palić
Filip Palić (ur. 13 września 1979) – chorwacki bokser, brązowy medalista mistrzostw świata i srebrny medalista mistrzostw Europy.

## Kariera amatorska
W 2000 roku zdobył srebrny medal na mistrzostwach Europy w Tampere. W finale pokonał go na punkty (6:4), Rosjanin Aleksandr Maletin.
W 2001 roku zdobył brązowy medal na mistrzostwach świata w Belfaście. W półfinale pokonał go Kubańczyk Mario Kindelán.
W 2005 i 2009 roku zdobył brązowy medal na mistrzostwach unii europejskiej. W 2009 zdobył również srebrny medal na igrzyskach śródziemnomorskich w Pescarze. W finale, przegrywając z Domenico Valentino.